# Paralympisch Vluchtelingenteam 2024
Het Paralympisch vluchtelingenteam 2024 is een internationaal team van vluchtelingen dat uitkomt op de Paralympische Zomerspelen 2024 in Parijs. Het is het tweede Paralympisch vluchtelingenteam (Refugee Paralympic Team, RPT), na het team van 2020. 

## Aantal atleten
Hieronder volgt een overzicht van de atleten die zich  gekwalificeerd hebben voor de Paralympische Zomerspelen van 2024.
| Sport       | Mannen | Vrouwen | Totaal |
| ----------- | ------ | ------- | ------ |
| Atletiek    |        |         | 2      |
| Bankdrukken | 1      | 0       | 1      |
| Taekwondo   |        | 1       | 2      |
| Schermen    |        |         | 1      |
| Tafeltennis |        |         | 1      |
| Triatlon    | 1      | 0       | 1      |
| TOTAAL      | 2      | 1       | 8      |

## Teamselectie
| Olympiër                  | Geboorteland | Gastland            | Sport       | Onderdeel  |
| ------------------------- | ------------ | ------------------- | ----------- | ---------- |
| Guillaume Junior Atangana | Kameroen     | Verenigd Koninkrijk | Atletiek    |            |
| Salman Abbariki           | Iran         | Duitsland           | Atletiek    |            |
| Sayed Amir Hossein Pour   | Iran         | Duitsland           | Tafeltennis |            |
| Hadi Hassanzada           | Afghanistan  | Oostenrijk          | Taekwondo   |            |
| Zakia Khudadadi           | Afghanistan  | Frankrijk           | Taekwondo   | -49 kg (v) |
| Hadi Darvish              | Iran         | Duitsland           | Bankdrukken | -80 kg (m) |
| Ibrahim Al Hussein        | Syrië        | Griekenland         | Triatlon    |            |
| Amelio Castro Grueso      | Colombia     | Italië              | Schermen    |            |

Afghanistan · 
Algerije · 
Amerikaanse Maagdeneilanden · 
Angola · 
Argentinië · 
Armenië · 
Aruba · 
Australië · 
Azerbeidzjan · 
Bahrein · 
Bangladesh · 
Barbados · 
België · 
Benin · 
Bermuda · 
Bhutan · 
Bosnië en Herzegovina · 
Botswana · 
Brazilië · 
Bulgarije · 
Burkina Faso · 
Burundi · 
Cambodja · 
Canada · 
Centraal-Afrikaanse Republiek · 
Chili · 
China · 
Chinees Taipei · 
Colombia · 
Congo-Brazzaville · 
Congo-Kinshasa · 
Costa Rica · 
Cuba · 
Cyprus · 
Denemarken · 
Dominicaanse Republiek · 
Duitsland · 
Ecuador · 
Egypte · 
El Salvador · 
El Salvador ·
Estland · 
Ethiopië · 
Fiji · 
Filipijnen · 
Finland · 
Frankrijk · 
Gabon · 
Gambia · 
Georgië · 
Ghana · 
Grenada · 
Griekenland · 
Groot-Brittannië · 
Guatemala · 
Guinee · 
Guinee‑Bissau · 
Haïti · 
Honduras · 
Hongarije · 
Hongkong · 
Ierland · 
IJsland · 
India · 
Indonesië · 
Irak · 
Iran · 
Israël · 
Italië · 
Ivoorkust · 
Jamaica · 
Japan · 
Jemen · 
Jordanië · 
Kaapverdië · 
Kameroen · 
Kazachstan · 
Kenia · 
Kirgizië ·
Kiribati ·  
Koeweit · 
Kosovo · 
Kroatië · 
Laos · 
Lesotho · 
Letland · 
Libanon · 
Liberia · 
Libië · 
Litouwen · 
Luxemburg ·
Macau ·   
Malawi · 
Malediven · 
Maleisië · 
Mali · 
Malta · 
Marokko · 
Mauritius · 
Mexico · 
Moldavië · 
Mongolië · 
Montenegro · 
Mozambique ·
Myanmar ·  
Namibië · 
Nederland · 
Nepal · 
Nicaragua · 
Nieuw-Zeeland · 
Niger · 
Nigeria · 
Noord-Macedonië · 
Noorwegen · 
Oeganda · 
Oekraïne · 
Oezbekistan · 
Oman · 
Oostenrijk · 
Oost-Timor · 
Pakistan · 
Palestina · 
Panama · 
Papoea-Nieuw-Guinea · 
Paraguay ·
Peru · 
Polen · 
Portugal · 
Puerto Rico · 
Qatar · 
Roemenië · 
Russisch Paralympisch Comité ·
Rwanda · 
Saint Vincent en Grenadines ·
Salomonseilanden ·  
Samoa · 
Saoedi-Arabië · 
Sao Tomé en Principe · 
Senegal · 
Servië · 
Seychellen · 
Sierra Leone · 
Singapore · 
Slovenië · 
Slowakije · 
Somalië · 
Spanje · 
Sri Lanka · 
Syrië · 
Tadzjikistan · 
Tanzania · 
Thailand · 
Togo · 
Tonga · 
Trinidad en Tobago · 
Tsjechië · 
Tunesië · 
Turkije · 
Turkmenistan · 
Uruguay · 
Vanuatu · 
Venezuela · 
Verenigde Arabische Emiraten · 
Verenigde Staten · 
Vietnam · 
Vietnam · 
Zambia
Zimbabwe · 
Zuid-Afrika · 
Zuid-Korea · 
Zweden · 
Zwitserland
individuele paralympische atleten · 
Paralympisch Vluchtelingen Team